# جوزيف إم. شامبلن
جوزيف إم. شامبلن (بالإنجليزية: Joseph M. Champlin)‏ هو كاتب أمريكي، ولد في 11 مايو 1930، وتوفي في 17 يناير 2008.